# Rhabdoblennius nigropunctatus
Rhabdoblennius nigropunctatus är en fiskart som beskrevs av Hans Bath 2004. Rhabdoblennius nigropunctatus ingår i släktet Rhabdoblennius och familjen Blenniidae. Inga underarter finns listade i Catalogue of Life.